# Iasne, Melitopol
Iasne (în ucraineană Ясне) este un sat în comuna Promin din raionul Melitopol, regiunea Zaporijjea, Ucraina.

## Demografie
Componența lingvistică a localității Iasne
     Ucraineană (54,79%)
     Rusă (45,21%)
Conform recensământului din 2001, majoritatea populației localității Iasne era vorbitoare de ucraineană (54,79%), existând în minoritate și vorbitori de rusă (45,21%).